# Wilhelm Kremer
Wilhelm Kremer (* 4. Januar 1915 in Weyer; † 11. Juni 1997) war ein deutscher Kommunalpolitiker (SPD).

## Werdegang
Kremer war Bürgermeister der mittelhessischen Gemeinde Löhnberg. Während der Gemeindegebietsreform in Hessen setzte er sich erfolgreich für den Erhalt der kommunalen Selbständigkeit Löhnbergs ein.
Daneben war er Landesvorsitzender des Sozialverbandes VdK in Hessen. Dank seines Engagements habe sich die Organisation schnell vergrößert.

## Ehrungen
- 1978: Verdienstkreuz 1. Klasse der Bundesrepublik Deutschland
- 1983: Großes Verdienstkreuz der Bundesrepublik Deutschland
- 1990: Hessischer Verdienstorden
- 1990: Großes Verdienstkreuz mit Stern der Bundesrepublik Deutschland